# آشوت ووسکانیان
آشوت واغیناکی ووسکانیان (ارمنی: Աշոտ Վաղինակի Ոսկանյան؛ انگلیسی: Ashot Voskanyan؛ زادهٔ ۲۴ آوریل ۱۹۴۹) سیاستمدار، دیپلمات و فیلسوف اهل ارمنستان است. نماینده دوره اول مجلس ملی جمهوری ارمنستان بود. وی از سال ۱۹۹۷ تا سال ۲۰۰۱ میلادی سفیر فوق‌العاده و تام‌الاختیار ارمنستان در آلمان بود.  از تاریخ ۱۹۹۰ تا تاریخ ۱۹۹۵ سمت نمایندگی دوره اول شورای عالی جمهوری ارمنستان را برعهده داشت.

## زندگی‌نامه
وی در ۲۴ آوریل ۱۹۴۹ در ایروان به دنیا آمد و از دانشگاه دولتی ایروان و دانشگاه لایپزیگ فارغ‌التحصیل گشت. 

## یادداشت
1. ↑  ԵՎՐՈՊԱՅՈՒՄ ԱՆՎՏԱՆԳՈՒԹՅԱՆ ԵՎ ՀԱՄԱԳՈՐԾԱԿՑՈՒԹՅԱՆ ԿԱԶՄԱԿԵՐՊՈՒԹՅՈՒՆ
2. ↑  ՄԻԱՎՈՐՎԱԾ ԱԶԳԵՐԻ ԿԱԶՄԱԿԵՐՊՈՒԹՅՈՒՆ